# 入田村 (徳島県)
入田村（にゅうたそん）は、徳島県名西郡にあった村である。
入田と矢野の2大字からなっていたが、1955年に、入田が徳島市に、矢野が国府町に、分割編入された。
現在は共に徳島市で、入田地区の入田町と、国府地区の国府町西矢野である。いずれも徳島市西部の端に位置する。

## 地理
山あいの盆地である入田と、やや離れたところで国府町方面に開けた矢野からなっていた。

### 地形
| 山       | 標高 | 解説                           |
| -------- | ---- | ------------------------------ |
| 西龍王山 | 495m |                                |
| 東龍王山 | 408m | 西竜王山の東方に位置している。 |
| 辰ヶ山   | 197m | 入田と矢野の境に位置した。     |

| 河川     | 解説                                             |
| -------- | ------------------------------------------------ |
| 鮎喰川   | 吉野川の支流。                                   |
| 金治谷川 | 西竜王山に水源があり、上流には建治の滝がかかる。 |

### 隣接していた自治体
合併直前
- 名西郡高原村（現石井町）・鬼籠野村（現神山町）
- 名東郡国府町（現徳島市）・上八万村（現徳島市）

## 歴史
- 1592年 - 太閤検地時に、それまでの名西郡埴土郷（はにごう）波邇井（はにい）が、入田村（現 入田町）と矢野村（現 国府町西矢野）に分けられた[1]。
- 1889年（明治22年）10月01日 - 市町村制施行に伴い、入田村と矢野村が合併して入田村が成立。
- 1927年（昭和2年） - 鮎喰川に作られたコンクリート堰をめぐり、水資源が減少したと主張する国府村との間で軋轢が高まる[2]。
- 1953年（昭和28年） - 昭和の大合併時の合併促進法により、合併町村となった。国府町が、北井上村・南井上村・入田村との1町3村合併案を採用[3]。
- 1955年（昭和30年）01月01日 - 入田は名東郡新居町とともに徳島市に、矢野は名東郡国府町に編入。国府町矢野がすでにあったため、入田村矢野は国府町西矢野として編入された。

## 公共施設・名所・旧跡・観光スポット
- 矢野遺跡 - 縄文遺跡。
- 入田瓦窯跡 - 奈良時代の窯跡。
- 建治寺 - 四国八十八箇所霊場の第十三番札所。
- 八倉比売神社
- 天神社
- 建治の滝 - 金治谷川最上流部の滝。